# Shukrayaan-1
Shukrayaan-1 (Traducció: Nau Venus) és un orbitador proposat a Venus per l'Indian Space Research Organisation (ISRO) per estudiar la superfície i l'atmosfera de Venus.
El 2017 es van alliberar fons per completar estudis preliminars i s’han anunciat sol·licituds d'instruments. L'orbitador, en funció de la seva configuració final, tindria una capacitat de càrrega útil d'uns 100 kg amb 500 w de potència disponible. S'espera que l'òrbita el·líptica inicial al voltant de Venus tingui 500 km a la periapsi i 60.000 km a l'apoapsi.

## Visió general
Les tres àrees d'interès generals d'aquesta missió inclouen processos de superfície/subsuperfície estratigrafia i de superfície; segon: estudiar la química atmosfèrica, la dinàmica i les variacions de la composició, i tercer: estudi de la irradiança solar i el vent solar de la interacció amb la ionosfera de Venus mentre s'estudia l'estructura, la composició i la dinàmica de l'atmosfera.

## Estatus
Basat en l'èxit de la Chandrayaan i la Mangalyaan, ISRO ha estat estudiant la viabilitat de futures missions interplanetàries a Mart i Venus, els veïns planetaris més propers a la Terra. El concepte de missió a Venus es va presentar per primera vegada en una reunió espacial de Tirupati el 2012. El Govern indi, en el seu pressupost per al període 2017–18, va donar al Departament de l'Espai un augment del 23%. A la secció de ciències espacials, el pressupost esmenta les disposicions "per a la Missió Mars Orbiter II i la Missió a Venus", i després de la sol·licitud de subvencions del 2017–18, es va autoritzar a completar estudis preliminars. Des del 2016 fins al 2017, ISRO va col·laborar amb JAXA per estudiar l'atmosfera de Venus utilitzant senyals de l'Akatsuki en un experiment d'ocultació per ràdio.
El 19 d'abril de 2017, ISRO va fer un "Anunci d'oportunitat" que cercava propostes de càrrega útil científica de l'acadèmia índia basades en amplies especificacions de missió. El 6 de novembre de 2018, ISRO va fer un altre "Anunci d'oportunitats" convidant propostes de càrrega útil de la comunitat científica internacional. La capacitat de càrrega útil científica disponible es va revisar a 100 kg de 175 kg esmentats al primer "Anunci d'oportunitat".
Les agències espacials de l'Índia (ISRO) i França (CNES) van mantenir discussions el 2018 per col·laborar en aquesta missió i desenvolupar conjuntament tecnologies autònomes de navegació i aerofrenada. A més, l'astrofísic francès Jacques Blamont, amb la seva experiència del programa Vega, va expressar el seu interès a Udupi Ramachandra Rao per utilitzar globus inflats per ajudar a estudiar l'atmosfera venusiana. Igual que durant les missions Vega, aquests globus instrumentats es podrien desplegar des d'un orbitador i fer observacions prolongades mentre flotaven a l'atmosfera superior relativament suau del planeta. L'ISRO va acordar considerar la proposta d'utilitzar una sonda de globus amb una càrrega útil de 10 quilograms per estudiar l'atmosfera venusiana a 55 km d'altitud.
A finals de 2018, la missió de Venus es troba en fase d'estudi de configuració i l'ISRO no ha cercat l'aprovació total del govern indi. Somak Raychaudhury, el director de la IUCAA, va afirmar el 2019 que una sonda semblant a un dron estava sent considerada part de la missió.
En una actualització proporcionada al Comitè de Ciències Planetàries Decadal de la NASA, la científica de l'ISRO T. Maria Antonita, va dir que s'espera que el llançament tingui lloc el desembre de 2024. Va dir que també hi ha una data de reserva el 2026. A partir de novembre de 2020, l'ISRO ha preseleccionat 20 propostes internacionals que inclouen col·laboració amb Rússia, França, Suècia i Alemanya. L'Institut suec de física espacial està compromès amb l'ISRO per a la missió Shukrayaan-1.
El setembre de 2024, la missió fou formalment aprovada pel Govern de l'Índia per ser llançada al març de 2028. L'1 d'octubre de 2024, l'Agència de l'Espai de l'Índia (ISRO) va anunciar que la data de llançament seria el 29 de març de 2028, amb un viatge de 112 dies, arribant així a l'òrbita de Venus el 19 de juliol de 2028.

## Càrrega útil científica
La càrrega útil científica tindria una massa de 100 kg i consistiria en instruments de l'Índia i d'altres països. L'1 d'octubre de 2024, s'havien seleccionat 16 càrregues útils índies, dues càrregues col·laboratives i una internacional.

### Instruments indis
- Venus L&S-Band SAR
- VARTISS (Radar HF)
- VSEAM (Emissivitat superficial)
- VTC (Càmera tèrmica)
- VCMC (Monitorització al núvol)
- LIVE (Sensor de llamps)
- VASP (Espectropolarímetre)
- SPAV (Fotometria d'ocultació solar)
- NAVA (Generador d'imatges Airglow)
- ETA (Analitzador de temperatura d'electrons)
- RPA (Analitzador de potencial retard)
- Espectròmetre de masses
- VREM (Entorn de radiació)
- SSXS (Espectròmetre de rajos X solar suau)
- VIPER (Detector d'ones de plasma)
- VODEX (Experiment de pols)

### Instruments col·laboratius internacionals
S'han seleccionat dos instruments col·laboratius internacionals:
- Venus Ionospheric and Solar Wind particle AnalySer (VISWAS), un analitzador de plasma, en el qual col·laborarà l'Institut Suec de Física de l'Espai.[30]
- Radio Anatomy of Venus Ionosphere (RAVI), dissenyat i desenvolupat en col·laboració amb un equip alemany.

### Instrument internacional
Només s'ha seleccionat una càrrega útil russa per estudiar l'atmosfera de Venus:
- VIRAL[33] (Venus InfraRed Atmospheric gases Linker) per Space Research Institute, Moscou amb la col·laboració de LATMOS, França.